# هنري دوغلاس ستيفنز
هنري دوغلاس ستيفنز (بالإنجليزية: Henry Douglas Stephens)‏ هو جراح أسترالي، ولد في 26 يونيو 1877، وتوفي في 1953.